# Pravidla neplatí
Pravidla neplatí (v anglickém originále Rules Don't Apply) je americký romantický komediální film z roku 2016. Režie a scénáře se ujal Warren Beatty Ve snímku hrají hlavní role Beatty, Annette Beningová, Matthew Broderick, Lily Collins a Alden Ehrenreich. Snímek se odehrává v roce 1958 v Hollywoodu, sleduje romantický vztah mezi mladou herečkou a jejím režisérem, vztahu však nepřeje její zaměstnavatel Howard Hughes.
Film měl premiéru na AFI Festivalu 10. listopadu 2016 a do kin byl oficiálně uveden 23. listopadu 2016. V České republice měl premiéru v roce 2022. Film získal mix recenzí od kritiků. Film vydělal pouhých 3,7 milionů dolarů, jeho rozpočet však činil 25 milionů dolarů.

## Obsazení
| Warren Beatty       | Howard Hughes          |
| Lily Collins        | Maria Mabrey           |
| Aiden Ehrenreich    | Frank Forbes           |
| Annette Beningová   | Lucy Mabrey            |
| Matthew Broderick   | Levar Mathis           |
| Alec Baldwin        | Robert Maheu           |
| Haley Bennett       | Mamie Murphy           |
| Candice Bergen      | Nadine Henly           |
| Dabney Coleman      | Raymond Holliday       |
| Steve Coogan        | plukovník Nigel Briggs |
| Ed Harris           | pan Bransford          |
| Megan Hilty         | Sally                  |
| Oliver Platt        | pan Forester           |
| Martin Sheen        | Noah Dietrich          |
| Paul Sorvino        | Vernon Scott           |
| Taissa Farmiga      | Sarah Bransford        |
| Amy Madigan         | paní Bransford         |
| Paul Schneider      | Richard Miskin         |
| Chace Crawford      | mladý herec            |
| Patrick Fischler    | režisér                |
| Ron Perkins         | senátor Feruson        |
| Peter Mackenzie     | Gene Handsaker         |
| Julio Oscar Mechoso | Prezident Somoza       |
| Evan O'Toole        | Mattt Mabrey           |

## Produkce
20. června 2011 společnost Paramount Pictures oznámila, že Warren Beatty bude režírovat, napíše scénář a sám si zahraje jednu z hlavních rolí v tehdy nenazvaném filmu. Scénář byl inspirovaný jeho příběh a příběhem scenáristy Bo Goldmana. Snímek zůstal v projektovém stádiu skoro tři roky. V únoru 2014 bylo oznámeno, že film budou produkovat a financovat společnosti New Regency Pictures a RatPac Entertainment. Rozpočet filmu činil 25 milionů dolarů.

### Casting
Beatty se začal poohlížet po obsazení filmu v červnu 2011. Setkal se s Andrewem Garfieldem, Alecem Baldwinem, Annette Beningovou, Shiou LaBeoufem, Jackem Nicholsonem, Evan Rachel Woodovou a Rooney Marou.V listopadu 2011 bylo do hlavní role obsazena Felicity Jones, která později od role upustila, kvůli odkladu natáčení. U hlavní mužské role se mluvilo o Justinovi Timberlakovi a Aldenovi Ehrenreichovi. V únoru 2014 byli obsazeni Alden Ehrenreich, Lily Collins, Matthew Broderick a Annette Beningová.

### Natáčení
Film se natáčel 74 dní. Začalo se natáčet 24. února 2014 v Los Angeles. Studiová produkce se odehrávala v Sunset Gower studiích v Hollywoodu.

## Přijetí

### Tržby
V Severní Americe byl oficiálně uveden do kin společně s filmy Odvážná Vaiana: Legenda o konci světa, Spojenci a Santa je pořád úchyl. Byl projektován výdělek 3–5 milionů dolarů za první víkend, snímek však získal pouze 315 tisíc dolarů za první den a za prvních pět dnů 2,2 milionů dolarů. Film tedy vydělal pouze 1,6 milionů dolarů za první víkend a stal se tak šestým filmem s nejhorším výdělkem, kdy byl vypuštěn do více než 2 tisíc kin.

### Recenze
Film získal mix recenze od kritiků. Na recenzní stránce Rotten Tomatoes získal z 115 započtených recenzí 55 procent s průměrným ratingem 5,9 bodů z deseti. Na serveru Metacritic snímek získal z 38 recenzí 59 bodů ze sta.

### Ocenění
| Ocenění                         | Datum              | Kategorie                                        | Nominovaný                                               | Výsledek  |
| ------------------------------- | ------------------ | ------------------------------------------------ | -------------------------------------------------------- | --------- |
| Critics' Choice Awards          | 11. prosince 2016  | Nejlepší skladba                                 | „The Rules Don't Apply“ – Eddie Arkin a Lorraine Feather | nominace  |
| Hollywood Film Awards           | 6. listopadu 2016  | Objev roku                                       | Lily Collins                                             | vítězství |
| Hollywood Film Awards           | 6. listopadu 2016  | Nejlepší kostýmní design                         | Albert Wolsky                                            | vítězství |
| Hollywood Music in Media Awards | 17. listopadu 2016 | Nejlepší skladba ve filmu                        | „The Rules Don't Apply“ – Eddie Arkin a Lorraine Feather | nominace  |
| San Diego Film Critics Society  | 12. prosince 2016  | Objev roku                                       | Alden Ehrenreich (také za Ave, Caesar!)                  | nominace  |
| Zlatý glóbus                    | 8. ledna 2017      | Nejlepší herečka ve filmu – muzikál nebo komedie | Lily Collins                                             | nominace  |